# Cincinnati Motor Mfg. Co
Unter dem Markennamen Alter stellte die Cincinnati Motor Manufacturing Company von 1914 bis 1916 Lastwagen mit Nutzlasten von 1 und 2 tn. sh. und Vierzylindermotoren her.
Das Unternehmen war bereits Anfang 1912 in Cincinnati (Ohio) zur Herstellung von Pkw und Lkw gegründet worden, obwohl tatsächlich nur letztere gebaut worden sind. Die Geschäftsleitung bestand aus Frank Alter, Harry A. Alter und J.B. Doan, das einbezahlte Kapital betrug US$ 10.000.-. Wenn überhaupt, wurde in Cincinnati nur kurze Zeit produziert. Im April 1914 wurde das Aktienkapital aufgestockt auf US$ 75.000. Wahrscheinlich gleichzeitig wurde das Unternehmen als Alter Motor Car Company neu organisiert mit Guy Hamilton als Präsident. Er hatte von 1911 bis 1913 die Gaylord Motor Car Company in Gaylord (Michigan) geleitet, die von 1911 bis 1913 mit wenig Erfolg Personenwagen und Nutzfahrzeuge hergestellt hatte. Vizepräsident von Alter Motor (und wahrscheinlichen Hauptkapitalgeber) war C.A. Alter; R.A. Skinner war der Sekretär und Geschäftsführer. Es wurde ein zweistöckiger Neubau in Plymouth (Michigan) erstellt, der 1915 bezogen wurde. Das neue Unternehmen fertigte auch Personenwagen der Marke Alter und bezog bereits im folgenden Jahr einstöckige Räumlichkeiten in Grand Haven (Michigan). Die Produktion wurde hier wohl nicht mehr aufgenommen, denn das Unternehmen musste im Januar 1917 Insolvenz anmelden. Etwa 1000 Vier- und Sechszylinder-Personenwagen und eine unbekannte Zahl Nutzfahrzeuge wurden hergestellt.
Hamilton organisierte kurz darauf ein neues Unternehmen, die Hamilton Motors Company, welche nur 1917 den Hamilton-Pkw (ein leicht abgeänderter Alter Four),  von 1917 bis 1918 den Panhard-Lkw (mit den französischen Automobilen und Nutzfahrzeugen dieses Namens hatte dieser nichts zu tun) und 1919 bis 1921 den Apex-Lastwagen baute. Es besteht auch keine Verbindung zum Autobauer Apex Motor Corporation oder anderen Apex-Motorfahrzeugen.